# Серебрянка (Тихвинский район)
Серебрянка — деревня в Ганьковском сельском поселении Тихвинского района Ленинградской области.

## История
В начале XX века Серебрянка административно относилась к Куневичской волости 2-го земского участка 2-го стана Тихвинского уезда Новгородской губернии.

СЕРЕБРЯНКА — выселок Усадищского общества, дворов — 3, жилых домов — 7, число жителей: 13 м. п., 11 ж. п.
 
Занятия жителей — земледелие, лесные промыслы. Река Капша. Кузница, столярная мастерская. (1910 год)

Деревня Серебрянка на карте 1932 года

Согласно карте Ленинградской области Северо-западного аэрогеодезического треста ГГУ издания 1932 года деревня насчитывала 2 крестьянских двора.
По данным 1933 года деревня Серебрянка входила в состав Михалевского сельсовета Капшинского района
По данным 1966 и 1973 годов деревня Серебрянка также входила в состав Михалевского сельсовета.
По данным 1990 года деревня Серебрянка входила в состав Ганьковского сельсовета.
В 1997 году в деревне Серебрянка Ганьковской волости проживали 13 человек, в 2002 году — 12 человек (все русские).
В 2007 году в деревне Серебрянка Ганьковского СП проживали 9 человек, в 2010 году — 6.

## География
Деревня расположена в центральной части района на автодороге 41А-009 (Лодейное Поле — Тихвин — Чудово).
Расстояние до административного центра поселения — 3 км.
Расстояние до ближайшей железнодорожной станции Тихвин — 45 км.
Деревня находится на левом берегу реки Капша.

## Демография
| 2007 | 2010 | 2017 |
| ---- | ---- | ---- |
| 9    | ↘6   | ↗8   |

### Национальный состав
Согласно данным Всероссийской переписи населения 2021 года в деревне проживали 7 человек, все русские.